# Patrick Jacquemet
Pour les articles homonymes, voir Jacquemet.
Patrick Jacquemet est un ancien joueur puis entraîneur polynésien de football. Il dirige notamment l'équipe tahitienne entre 2001 et 2003.

## Biographie

### Carrière de joueur
Patrick Jacquemet dispute l'intégralité de sa carrière au poste de gardien de but dans la ville de Valence, puisqu'il porte les couleurs des deux clubs de la ville, le FC Valence et l'ASOA Valence. Il prend sa retraite à l'issue de la saison 1991-1992 avec un titre en Division 3 et une montée de Valence en deuxième division.
Il compte deux sélections en équipe de Tahiti obtenues lors de la Coupe d'Océanie 1998. La première se déroule contre la Nouvelle-Zélande en match de groupe, la deuxième et dernière face à l'Australie en demi-finale de la compétition, le 2 octobre 1998, sous la direction d'Alain Rousseau. Les deux rencontres se concluent sur une défaite des Tahitiens.

### Carrière d'entraîneur
Jacquemet est choisi en 2001 par les dirigeants de la fédération tahitienne afin de prendre en charge l'équipe nationale, succédant au Grec Leon Gardikiotis. L'équipe doit démarrer sa campagne qualificative pour tenter de se qualifier pour la Coupe du monde 2002. Le 4 juin 2001, pour le premier match de Jacquemet sur le banc, les Toa Aito s'imposent facilement 6 buts à 1 à Auckland face au Vanuatu. Le parcours des Tahitiens s'achève à l'issue du premier tour puisqu'ils terminent à la deuxième place de la poule, derrière la Nouvelle-Zélande, seule formation qualifiée pour la suite des éliminatoires.
L'année suivante, Tahiti participe en Nouvelle-Zélande à la 6e édition de la Coupe d'Océanie, où ils sont qualifiés d'office pour le premier tour. Versé dans le groupe B en compagnie de la Papouasie-Nouvelle-Guinée, des îles Salomon et à nouveau de la Nouvelle-Zélande, la formation polynésienne finit à la deuxième place derrière les Kiwis et se qualifie pour les demi-finales de l'épreuve, où ils sont battus par les Socceroos australiens, après un but en or de Damian Mori. Les hommes de Jacquemet montent tout de même sur le podium, grâce à leur victoire en match de classement face à Vanuatu. Ce succès face au Vanuatu est le dernier match de Jacquemet sur le banc polynésien ; il est remplacé par Gérard Kautai.
Le bilan de Jacquemet à la tête de l'équipe de Tahiti est le suivant : 9 matchs, 6 victoires et 3 défaites. Il est nommé par la suite à la direction technique de l'OFC où il est notamment chargé de l'encadrement des stages techniques pour les gardiens océaniens.

## Palmarès
- Troisième de la Coupe d'Océanie des nations 2002 avec Tahiti
- Vainqueur du championnat de France D3 1991-1992 avec l'ASOA Valence.